# Feynman-Stückelberg-Interpretation
Die Feynman-Stückelberg-Interpretation ist ein grundlegendes und zentrales Hilfsmittel in der relativistischen Quantenmechanik und der Quantenfeldtheorie. Durch sie ergibt sich eine physikalische Deutung der Zustände mit negativen Energien. Diese mathematischen Lösungen der Dirac-Gleichung wurden zuerst durch Dirac mit Hilfe des Dirac-Sees gedeutet, der heute aber aufgrund der erfolgreicheren Deutung durch Feynman und Stückelberg nicht mehr als real angesehen wird.
Mit Hilfe der Feynman-Stückelberg-Interpretation kann beispielsweise neben der relativistischen Dynamik von Elektronen auch das entsprechende Verhalten der korrespondierenden Antiteilchen, also der Positronen, korrekt beschrieben werden. Damit können dann viele elementare Prozesse der Quantenelektrodynamik, wie beispielsweise der Wirkungsquerschnitt für die Paarerzeugung oder die Paarvernichtung von Elektronen und Positronen, unter Zuhilfenahme der Feynman-Diagramme berechnet werden. So wird beispielsweise der physikalische Zustand eines Positrons mit positiver Energie, durch einen speziellen Zustand eines Elektrons mit negativer Energie beschrieben. Diese Doppeldeutigkeit, die es bei allen bekannten relativistischen Wellengleichungen gibt, folgt letztlich aus der quadratischen, relativistischen Energie-Impuls-Relation und ermöglicht die mathematische Beschreibung jeglicher bekannter Antimaterie.
Eine erste Motivation für diese Deutung ergibt sich aus den drei bekannten Symmetrietransformationen der Dirac-Gleichung, bei denen die Ladung (engl. Charge), Parität (Parity) und Zeitrichtung (Time) jeweils umgekehrt wird. Im Gegensatz zu den Gleichungen der elektroschwachen Wechselwirkung besitzt die Dirac-Gleichung mit Kopplung an das elektromagnetische Feld alle drei der genannten Symmetrien, sowie deren Kombinationen, wie beispielsweise CP. Eine mathematische Begründung für die Feynman-Stückelberg-Interpretation ergibt sich aus der mathematischen Symmetrie der relativistischen Wellengleichung. So kann aufgrund der kombinierten CPT-Symmetrie der Dirac-Gleichung dem Zustand eines Elektrons mit negativer Energie ein entsprechender Zustand eines Positrons mit positiver Energie in einer zeit- und raumgespiegelten Minkowski-Raumzeit zugeordnet werden.
Die Feyman-Stückelberg-Interpretation kann in einer entsprechend angepassten mathematischen Form auch auf Bosonen angewendet werden.
In der Quantenfeldtheorie werden die Lösungen mit positiver und negativer Energie als Erzeugungs- und Vernichtungsoperatoren auf dem Fock-Raum der Vielteilchenzustände verstanden.